# Дєндєш
Дєндєш, також Дьйондьйош, Дьєндьєш (угор. Gyöngyös) — місто в Угорщині, у медьє Гевеш.

## Міста-побратими
- Шуша, Азербайджан[3]
- Тиргу-Секуєск, Румунія
- Пієксямякі, Фінляндія
- Рінгстед, Данія
- Цельтвег, Австрія
- Сянік, Польща
- Жетисай, Казахстан

## Люди
В місті народився Кадар Дюла (* 1930) — угорський вчений в області технології, хімії і біохімії виноробства.